# Sweet Charity
Aquest és un article sobre un musical. Per a la pel·lícula de 1969, veure "Sweet Charity (pel·lícula)"
Sweet Charity és un musical amb música de Cy Coleman, lletres de Dorothy Fields i llibret de Neil Simon. Està basat en el guió de la pel·lícula de Federico Fellini "Les nits de la Cabiria"; amb la variació de què la pel·lícula tracta sobre una prostituta sempre optimista, al musical és una acompanyant d'una sala de ball de Times Square. El musical s'estrenà a Broadway el 1966, dirigit i coreografiat per Bob Fosse i protagonitzat per Gwen Verdon, John McMartin, Helen Gallagher, Thelma Oliver, James Luisi, Arnold Soboloff i Sharon Ritchie, sent nominat a 12 Premis Tony, guanyant el de Millor Coreografia. El 1967 va ser estrenat a Londres, al Prince of Wales Theatre, protagonitzat per Juliet Prowse.
El musical va ser adaptat al cinema el 1969, amb Shirley MacLaine com Charity i reprenent el seu paper de Broadway; sent també dirigida i coreografiada per Bob Fosse.

## Sinopsi
Sweet Charity tracta sobre les desventures de Charity Hope Valentine, una ballarina d'un saló de ball anomenat Fandango Ballroom situat a Times Square, Nova York.

### Primer Acte
El musical comença a Central Park, on Charity, una noia amb una bossa i un cor tatuat al seu braç esquerre, es troba amb el seu xicot Charlie. Mentre que en Charlie pensa silenciosament en si mateix, Charity canta per a ella mateixa i s'imagina dient-li com és de maco ("You Should See Yourself"). Llavors, Charlie li roba la bossa i la llença al llac per marxar d'allà corrent. La gent s'adona que s'ofega, però ningú no fa res, fins que un jove espanyol la rescata. Al Fandango Ballroom, Charity tracta de convèncer-se i de convèncer a la resta de noies que en Charlie va tractar de salvar-la. Nickie, una altra ballarina, li diu que el seu problema és que tu poses el teu cor com un hotel, sempre aconsegueixes gent que entra i surt. El director, Herman, arriba i els diu que és hora de treballar. Les noies proposen als clients que les treguin a ballar davant del Fandango Ballroom ("Big Spender"). Helene i Nickie tracten de confortar a Charity sobre l'absència de Charlie ("Charity's Soliloquy").
Al carrer, després de treballar, Charity dona diners a qualsevol pobre que s'apropa a ella, fins que s'adona que no li queden diners. En aquell moment, l'acot de cinema Vittorio Vitali surt de cop del gran Pompeii Club, seguint a Usula, la seva noia. Ursula es nega a tornar amb Vittorio, i aquest marxa amb Charity. Al Pompeii Club, les noies estan ballant ("The Rich Man's Frug"); i tots queden bocabadats quan Charity s'asseu amb el famós Vittorio Vitali. Ella tracta d'allunyar-lo de l'incident amb Ursula i, finalment, ell la convida a ballar. Sense haver menjat res des de l'esmorzar, Charity es desmaia. Hi ha un acord general entre els ballarins en què ha de descansar. Vittorio pregunta "on?", i Charity es recupera el suficient per respondre "al teu apartament!".
Estirada al llit de Vittorio, Charity diu de cop i volta que ja no té gana. Admet que és ballarina a un saló de ball eròtic. Vittorio queda prendat pel seu humor i la seva honestedat. Completament bocabadada, Charity li demana una foto amb un autògraf per demostrar a les noies que de debò va estar al seu apartament. Mentre que ell busca cartells de les seves pel·lícules, Charity pensa en la seva bona sort ("If My Friends Could See Me Now"). Ursula arriba per disculpar-se per la seva gelosia, i Charity s'amaga al lavabo abans que Vittorio obri la porta. Mentre que Charity està al lavabo, veu com Vittorio i Ursula fan l'amor al llit. L'endemà al matí, Charity marxa. Al saló de ball, les noies estan decebudes perquè Charity no va treure cap profit d'en Vittorio. Nickie li diu que ella no treballarà sempre d'aquest, i fa que la resta de noies comencin a especular sobre altres tipus de carreres ("There's Gotta Be Something Better Than This"); però Herman fa que tornin de cop i volta a la terra. Charity decideix cercar una mica d'il·luminació cultural al YMCA que hi ha al carrer 92, quan queda atrapada a un ascensor amb Oscar Lindquist, un espantat fiscal comptable. Mentre que tracta de calmar-lo, descobreix que no està casat, i li declara "Oh, Oscar... tot anirà bé"; però quan aquest aconsegueix calmar la seva claustrofòbia ("I'm the Bravest Individual"), la parella torna a caure en el pànic quan s'apaguen els llums.

### Segon acte
Oscar i Charity són finalment rescatats de l'ascensor. Oscar convida a Charity a acompanyar-lo a l'església, la qual cosa ella accepta dubtant. Mentre que caminen de tornada de l'església sota el Manhattan Bridge, escolten els gemecs d'altres persones atrapades a l'ascensor. L'Església del Ritme de la Vida resulta ser una tènue imitació sobre la cultura hippie ("The Rhythm of Life"). Una batuda policial desbarata la trobada. Tornant cap a casa al metro, Oscar li proposa una altra cita i intenta endevinar la feina de Charity, decidint que treballa a un banc. Charity menteix, dient que treballa al First National, a la sucursal de Williamsburg. Oscar li besa la mà i dubta de la seva dolça Charity ("Sweet Charity").
Dues setmanes després, Oscar i Charity segueixen veient-se; però ella encara no li ha dit com realment es guanya la vida. A un parc d'atraccions a Coney Island (Nova York) es tornen a quedar atrapats, aquest cop en una atracció; però en aquesta ocasió és Oscar qui està calmat, mentre que Charity està espantada (amb por de començar a dependre d'ell). Un cop més, Charity perd la seva por i li diu que treballa veritablement; i mentre que tot el parc mira, la parella es besa. A una nit tranquil·la al Fandango, Charity perd l'oportunitat d'estar amb un dels pocs clients davant d'una nova companya, Rosie; i ella, disgustada per la feina, marxa. Però a Times Square es pregunta quina és l'alternativa ("Where Am I Going?"). Envia un telegrama a Oscar, preguntant-li si vol trobar-se amb ella al "Barney's Chile Hacienda". Admet quina és la seva feina, i ell confessa que ja ho sabia, perquè una nit la va seguir i la va veure ballar. Malgrat tot, Oscar diu que no li importa i que vol casar-se amb ella. Charity marxa ("I'm A Brass Band") i comença a fer una maleta on ja hi ha pintat "Noucasats".
Després d'una festa de comiat al Ballroom ("I Love to Cry at Weddings"), Charity i Oscar passegen pel parc, on Oscar li diu que no pot seguir endavant amb el casament, perquè és incapaç de deixar de pensar en "la resta d'homes". Eventualment, la llença al llac i marxa corrent. Sortint del llac, Charity parla directament al públic i els pregunta: "Vostès han tingut mai un dia d'aquells?". Adonant-se que, a diferència de Charlie, Oscar no li ha robat la bossa, s'encongeix d'espatlles i torna a fer el ball de l'inici.
L'escenari queda a fosques, excepte per uns cartells de neó on es llegeix: I així va viure... esperançadament... per sempre més.

## Números Musicals
| I Acte - "Charity's Theme" - "You Should See Yourself" - Charity - "Big Spender" - Nickie, Helene i La Companyia - "Charity's Soliloquy" - Charity - "Rich Man's Frug" - La Companyia - "If My Friends Could See Me Now" - Charity - "Too Many Tomorrows" - Vittorio Vidal - "There's Gotta Be Something Better Than This" - Charity, Nickie i Helene - "I'm The Bravest Individual" - Charity i Oscar | II Acte - "The Rhythm Of Life" - Charity, Oscar, Daddy Johann Sebastian Brubeck, i La Companyia - "Good Impression" - Oscar - "Baby, Dream Your Dream" - Nickie i Helene - "Sweet Charity" - Oscar i La Companyia - "Where Am I Going?" - Charity - "I'm A Brass Band" - Charity i La Companyia - "I Love To Cry At Weddings" - Herman i La Companyia - "I'm The Bravest Individual" (Reprise) - Charity |

## Personatges
- Charity Hope Valentine, la noia que volia ser estimada
- Charlie, el xicot de Charity a l'inici de l'espectacle, i el nom del seu tatuatge
- Nickie i Helene, les millors amigues de Charity al Fandango Ballroom
- Herman, l'autoritari propietari del Fandango Ballroom; cap de Charity
- Vittorio Vidal, una famosa estrella italiana del cinema
- Ursula March, xicota de Vittorio
- Daddy Brubeck, l'enigmàtic líder de l'Església del Ritme de la Vida
- Oscar Lindquist, un home nerviós que es fa amic de Charity a un ascensor espatllat

## Produccions
Sweet Charity s'estrenà al Palace Theatre de Broadway el 29 de gener de 1966 i tancà el 15 de juliol de 1967, després de 608 funcions i 10 prèvies. Va ser concebut, dirigit i coreografiat per Bob Fosse, i protagonitzat per Gwen Verdon, John McMartin, Helen Gallagher, Thelma Oliver, James Luisi, Arnold Soboloff i Sharon Ritchie. L'escenografia i la il·luminació eren de Robert Randolph, i el vestuari era d'Irene Sharaff. La producció va ser nominada a 12 Premis Tony, però només guanyà el de Millor Coreografia, per Bob Fosse.
S'estrenà al West End londinenc al Prince of Wales Theatre a l'octubre de 1967, representant-se en 476 funcions. Va ser estrenat per Juliet Prowse, sent substituïda per Gretchen Wyler.
El primer revival a Broadway s'estrenà al Minskoff Theatre el 27 d'abril de 1986, tancant el 15 de març de 1987, representant-se en 369 funcions i 15 prèvies. De nou dirigit i coreografiat per Bob Fosse, estava interpretat per Debbie Allen com Charity, amb Bebe Neuwirth com Nickie i Michael Rupert com Oscar. Quan Allen deixà l'espectacle, Ann Reinking, un altre deixeble de Fosse, ocupà el seu lloc. El muntatge va guanyar 4 Tonys, incloent-hi el de  Millor Revival.
El 15 de juny de 1998, el Broadway Cares/Equity Contra la SIDA realitzà un concert una nit al Avery Fisher Hall del Lincoln Center. Va ser protagonitzat per Chita Rivera, Bebe Neuwirth, Donna McKechnie, Debbie Allen i Gwen Verdon, en la que seria la seva darrera aparició en públic, totes elles compartint el paper de Charity.
El 19 de maig de 1998 s'estrenà un revival a Londres, tancant el 15 d'agost al Victoria Palace Theatre, coreografiat per Stephen Mear i protagonitzat per Bonnie Langford.
El 2005, Christina Applegate protagonitzà un nou revival de l'espectacle, estrenant-se el 4 de maig al Al Hirschfeld Theatre de Broadway, després d'una accidentada gira per 3 ciutats. Applegat es va trencar el peu a Chicago, la segona ciutat de la gira, sent substituïda per Charlotte d'Amboise. Després, mentre que es representava a Boston, els productors anunciaren que la producció no aniria a Broadway, a causa de la manca d'interès. Applegate va convèncer els productors i la producció finalment continuà. Després d'una setmana de prèvies, Applegate s'uní al repartiment, que també incloïa a Denis O'Hare i a Ernie Sabella. L'espectacle va ser nominat a tres Premis Tony, incloent-hi el de Millor Revival i Millor Actriu de Musical per a Applegate. S'informà que s'havia ofert a la icona del pop Britney Spears substituir Applegate quan el contracte d'aquesta expirés, però declinà l'oferiment. L'espectacle acabà la seva estada a Broadway el 31 de desembre del 2005, després de 279 funcions.
Al setembre del 2006 s'inicià una gira pels Estats Units del revival de Broadway, que acabà a l'agost del 2007. Va ser protagonitzada per Molly Ringwald i després per Paige Davis com Charity.
El 21 de novembre de 2009 es reestrenà al Menier Chocolate Factory de Londres per a una breu estada, tancant el 7 de març següent. Estava protagonitzat per Tamzin Outhwaite com Charity. Outhwaite va tornar a interpretar el paper en la reestrena al West End, estrenant-se el 4 de maig del 2010 al Theatre Royal, Haymarket. Aquesta producció té la curiositat que és la primera producció en què el mateix actor (Mark Umbers) interpreta els tres amors de Charity: Charlie, Vittorio i Oscar. De la mateixa maenta, Josefina Gabrielle interpreta tant a Nickie com a Ursula, mentre que Tiffany Graves interpreta a Helene. Va tancar el 8 de gener del 2011 i rebé 3 nominacions als Premis Laurence Olivier: Millor Revival Musical, Millor Actuació en un Paper de Repartiment de Musical (Josefina Gabrielle) i Millor Coreògraf (Stephen Mear); però no en guanyà cap. Posteriorment, la mateixa producció viatjà a Toronto.
A l'octubre del 2006 va ser estrenada a l'Argentina, al teatre Lola Membreides de Buenos Aires. Va ser dirigida per Larry Raven i interpretada per Florencia Peña (Charity), Niclolás Scarpino (Oscar Lindquist), Griselda Sciciliani (Nickie), Debora Turza (Helene), Omar Lopardo (Herman), Andrea Surdo (Ursula) i Gustavo Monje (Manfred).
El 2006 va ser estrenada al Brasil, protagonitzada per Claudia Raia; i el 2008 va estrenar-se a Mèxic, protagonitzada per Lolita Cortés. A Espanya va ser interpretada per Marujita Díaz.

## Premis i nominacions

### Producció Original de Broadway
| Any  | Premi      | Categoria                               | Nominat                     | Resultat  |
| ---- | ---------- | --------------------------------------- | --------------------------- | --------- |
| 1966 | Premi Tony | Millor Musical                          | Millor Musical              | nominat   |
| 1966 | Premi Tony | Millor Partitura i Lletres              | Cy Coleman i Dorothy Fields | nominat   |
| 1966 | Premi Tony | Millor Actriu Protagonista de Musical   | Gwen Verdon                 | nominada  |
| 1966 | Premi Tony | Millor Actor de Repartiment de Musical  | John McMartin               | nominat   |
| 1966 | Premi Tony | Millor Actriu de Repartiment de Musical | Helen Gallagher             | nominada  |
| 1966 | Premi Tony | Millor Direcció de Musical              | Bob Fosse                   | nominat   |
| 1966 | Premi Tony | Millor Coreografia                      | Bob Fosse                   | GUANYADOR |
| 1966 | Premi Tony | Millor Escenografia                     | Robert Randolph             | nominat   |
| 1966 | Premi Tony | Millor Vestuari de Musical              | Irene Sharaff               | nominada  |

### Revival de Broadway de 1986
| Any  | Premi            | Categoria                                    | Nominat                   | Resultat   |
| ---- | ---------------- | -------------------------------------------- | ------------------------- | ---------- |
| 1986 | Premi Tony       | Millor Revival de Musical                    | Millor Revival de Musical | GUANYADOR  |
| 1986 | Premi Tony       | Millor Actriu Protagonista de Musical        | Debbie Allen              | nominada   |
| 1986 | Premi Tony       | Millor Actor de Repartiment de Musical       | Michael Rupert            | GUANYADOR  |
| 1986 | Premi Tony       | Millor Actriu de Repartiment de Musical      | Bebe Neuwirth             | GUANYADORA |
| 1986 | Premi Tony       | Millor Vestuari de Musical                   | Patricia Zipprodt         | GUANYADORA |
| 1986 | Premi Drama Desk | Actriu de Musical Més Destacada              | Debbie Allen              | nominada   |
| 1986 | Premi Drama Desk | Actor de Repartiment de Musical Més Destacat | Michael Rupert            | GUANYADOR  |
| 1986 | Premi Drama Desk | Actriu de Musical Més Destacada              | Bebe Neuwirth             | nominat    |
| 1986 | Premi Drama Desk | Direcció de Musical Més Destacada            | Bob Fosse                 | nominat    |
| 1986 | Premi Drama Desk | Orquestracions Més Destacades                | Ralph Burns               | nominat    |

### Revival de Broadway 2005
| Any  | Premi            | Categoria                                    | Nominat                      | Resultat  |
| ---- | ---------------- | -------------------------------------------- | ---------------------------- | --------- |
| 2005 | Premi Tony       | Millor Revival de Musical                    | Millor Revival de Musical    | nominat   |
| 2005 | Premi Tony       | Millor Actriu Protagonista de Musical        | Christina Applegate          | nominada  |
| 2005 | Premi Tony       | Millor Coreografia                           | Wayne Cilento                | nominat   |
| 2005 | Premi Drama Desk | Revival Musical Més Destacat                 | Revival Musical Més Destacat | nominat   |
| 2005 | Premi Drama Desk | Actriu de Musical Més Destacada              | Christina Applegate          | nominat   |
| 2005 | Premi Drama Desk | Actor de Repartiment de Musical Més Destacat | Denis O'Hare                 | GUANYADOR |
| 2005 | Premi Drama Desk | Escenografia de Musical Més Destacada        | Scott Pask                   | nominat   |

### Revival de Londres 2009
| Any  | Premi                  | Categoria                                             | Nominat                | Resultat |
| ---- | ---------------------- | ----------------------------------------------------- | ---------------------- | -------- |
| 2011 | Premi Laurence Olivier | Millor Revival Musical                                | Millor Revival Musical | nominat  |
| 2011 | Premi Laurence Olivier | Millor Actuació en un Paper de Repartiment de Musical | Josefina Gabrielle     | nominat  |
| 2011 | Premi Laurence Olivier | Millor Coreògraf                                      | Stephen Mear           | nominat  |

## Enregistraments
Entre els múltiples enregistraments existents hi ha:
- l'enregistrament original del repartiment de Broadway de 1966 amb Gwen Verdon
- l'enregistrament de banda sonora de la pel·lícula
- l'enregistrament original del repartiment de Broadway de 1986 amb Debbie Allen i Bebe Neuwirth
- el primer enregistrament complet de l'espectacle, dirigit per Martin Yates
- l'enregistrament original del repartiment de Broadway de 2005 amb Christina Applegate